# امپراتور جیانون جین
امپراتور جیانون جین (۳۲۰ الی ۱۲ سپتامبر ۳۷۲) با نام شخصی سیما یو و نام محترم دائووان، هشتمین امپراتور جین شرقی و یکی از امپراتوران خاندان سیما بود. او برادر کوچکتر امپراتور مینگ بود و توسط یک ژنرال نظامی به نام هوان ون بر تخت نشانده شد. او پسر امپراتور یوان جین بود. مدت حکومت وی حتی یک سال هم نبود که در همان یک سال هم بیشتر قدرت در دستان هوان ون بود و سیما یو بعنوان یک حاکم دست نشانده و نمادین بود. پس از امپراتور جیانون، پسرش سیما یائو با نام امپراتور شیائووو بر تخت نشانده شد.